# Los superagentes biónicos
Los superagentes biónicos  es una película de Argentina filmada en Eastmancolor dirigida por Adrián Quiroga –seudónimo de Mario Sabato- según el guion de Salvador Valverde Calvo que se estrenó el 11 de agosto de 1977 y que tuvo como actores principales a Ricardo Bauleo, Víctor Bó y Julio De Grazia.

## Sinopsis
La película se inspira en la historia de la entonces popular serie estadounidense The Six Million Dollar Man.
Los tres son operados luego de sufrir el estallido de una bomba puesta por la banda de Kink Kong, a quienes habían apresado pero escaparon. Luego, dotados de poderes biónicos, los superagentes luchan contra una banda de falsificadores que robaron de EE. UU. dos planchas para imprimir billetes de 50 dólares. En este episodio estrenaran un deportivo auto amarillo, patente C672998, con armas ocultas.

## Reparto
- Ricardo Bauleo …Tiburón
- Víctor Bó …Delfín
- Julio De Grazia …Mojarrita
- María Noel ...Valeria Wolf
- Alfredo Duarte ...Jefe Acuario
- Maurice Jouvet ...Alexis Theotokopulos
- Carlos del Burgo ...Thanatos Atakadonis
- Gachi Ferrari ...Sirena
- Alfredo Gallardo ... "El Vikingo"
- Juan Domingo Vera ... King-Kong
- Eduardo Humberto Nóbili ...Dr Bonatti

## Comentarios
Sergio Wolf escribió:

«Para…los films de los Superagentes emerge el sistema de los bandos como evocación difusa para la justificación del film y del discurso del poder….Decididas colisiones entre parapoliciales devienen…en el centro de estas películas seriadas más allá de las pautas 'argumentales'….El tono ligero que priva en estas producciones, no termina de ocultar que la batalla entre los dos bandos parapoliciales está ceñida a la apropiación, se trate de saberes, objetos o dinero. Y el régimen cinematográfico en que se alojan las fuerzas antagónicas impulsa la idea de 'alguien que viene de afuera' a quedarse con 'lo ajeno' y 'otro que lo repele y procura recuperar aquello que peligra'».

Clarín dijo:

«La atmósfera que es propia del género se debilita porque el guion es más bien precario.»

Manrupe y Portela escribieron:

«Lo más divertido: el dedo biónico de Mojarrita.»